# Cieszowa
Cieszowa (prononciation : [t͡ɕɛˈʂɔva]) est une localité polonaise de la gmina de Koszęcin, située dans le powiat de Lubliniec en voïvodie de Silésie.